# Forn del Ferré (Cambrils)
El Forn del Ferré és una obra de Cambrils (Baix Camp) inclosa a l'Inventari del Patrimoni Arquitectònic de Catalunya.

## Descripció
Estructura arquitectònica de planta quadrangular alçada amb murs de maó i maçoneria. Actualment es troba parcialment derruïda, en resten part dels murs alçats amb maó. Es conserven diversos accessos la cambra de cocció, el principal en forma d'arc apuntat fet amb maons disposat a sardinell, i altres dos en forma d'arcs rebaixats també bastits amb aquest sistema.
Actualment aquestes entrades es troben tapiades, i no es pot accedir a l'interior del forn.